# Melker Netinder
Melker Netinder (23 gennaio 2000) è un ex sciatore alpino svedese.

## Biografia
Specialista delle prove tecniche attivo dal novembre del 2016, Melker Netinder ha vinto la medaglia di bronzo nello slalom speciale ai Campionati svedesi 2022 e si è ritirato al termine della stagione 2022-2023; non ha esordito in Coppa Europa o in Coppa del Mondo e non ha preso parte a rassegne olimpiche o iridate.

## Palmarès

### Campionati svedesi
- 1 medaglia:
  - 1 bronzo (slalom speciale nel 2022)